# Сенаторов Олександр Сергійович
Сенаторів Олександр Сергійович (8 жовтня 1912 — 29 грудня 1992) — радянський льотчик і воєначальник, Герой Радянського Союзу.

## Біографія
Олександр Сергійович Сенаторів народився 8 жовтня 1912 року у селі Вишелей, нині Городищенського району Пензенської області.
У Червоній Армії з 1930 року. 1932 року закінчив 8-му Одеську військову авіаційну школу пілотів і до початку 1937 року проходив службу на льотних посадах. З лютого 1937 по березень 1938 командиром окремої швидкісної бомбардувальної авіаційної ескадрильї брав участь у громадянській війні в Іспанії. Особисто здійснив 100 бойових вильотів. За мужність і героїзм, виявлені під час виконання військового обов'язку, 14 березня 1938 року полковнику Сенаторову Олександру Сергійовичу присвоєно звання Героя Радянського Союзу.
Незабаром після повернення на Батьківщину призначений заступником командувача ВПС Окремої Червонопрапорної Далекосхідної армії, у вересні 1938 року — заступником командувача ВПС 1-ї Окремої Червонопрапорної армії. На цій посаді брав участь у боях біля озера Хасан. 1939 року закінчив Курси удосконалення вищого начальницького складу (КУВНАС) при Академії Генштабу. З червня 1940 року — командувач ВПС 1-ї Червонопрапорної армії.
Початок Німецько-радянської війні зустрів на тій самій посаді. Влітку 1942 року призначений командувачем сформованою 9-ю повітряною армією Далекосхідного фронту. З вересня 1944 року заступник командувача 16-ї повітряної армії, яка у складі 1-го Білоруського фронту брала участь у Висло-Одерській, Берлінській наступальних операціях.
Після війни навчався у Вищій військовій академії імені К. Є. Ворошилова та закінчив її у 1948 році. З квітня 1949 року командувач 54-ї повітряної армії, з лютого 1955 року командувач ВПС Таврійського військового округу, з травня 1956 року командувач 26-ї повітряної армії. Влітку 1958 року направлений у відрядження до Народної Республіки Болгарію, де займав посади старшого військового радника, командувача ППО та ВПС та заступника з ППО та ВПС, головного військового радника Міністерства оборони НРБ. З березня 1959 року до жовтня 1962 року представник Головного командування Об'єднаних Збройних Сил держав — учасниць Варшавського Договору з ВПС та ППО. З травня 1963 року у відставці.
Помер у Москві 29 грудня 1992 року. Похований на Кузьминському цвинтарі.